# Терцоріо
Терцоріо (італ. Terzorio, ліг. O Tresseu) — муніципалітет в Італії, у регіоні Лігурія,  провінція Імперія.
Терцоріо розташоване на відстані близько 440 км на північний захід від Рима, 105 км на південний захід від Генуї, 12 км на захід від Імперії.
Населення — 223 особи (2014).

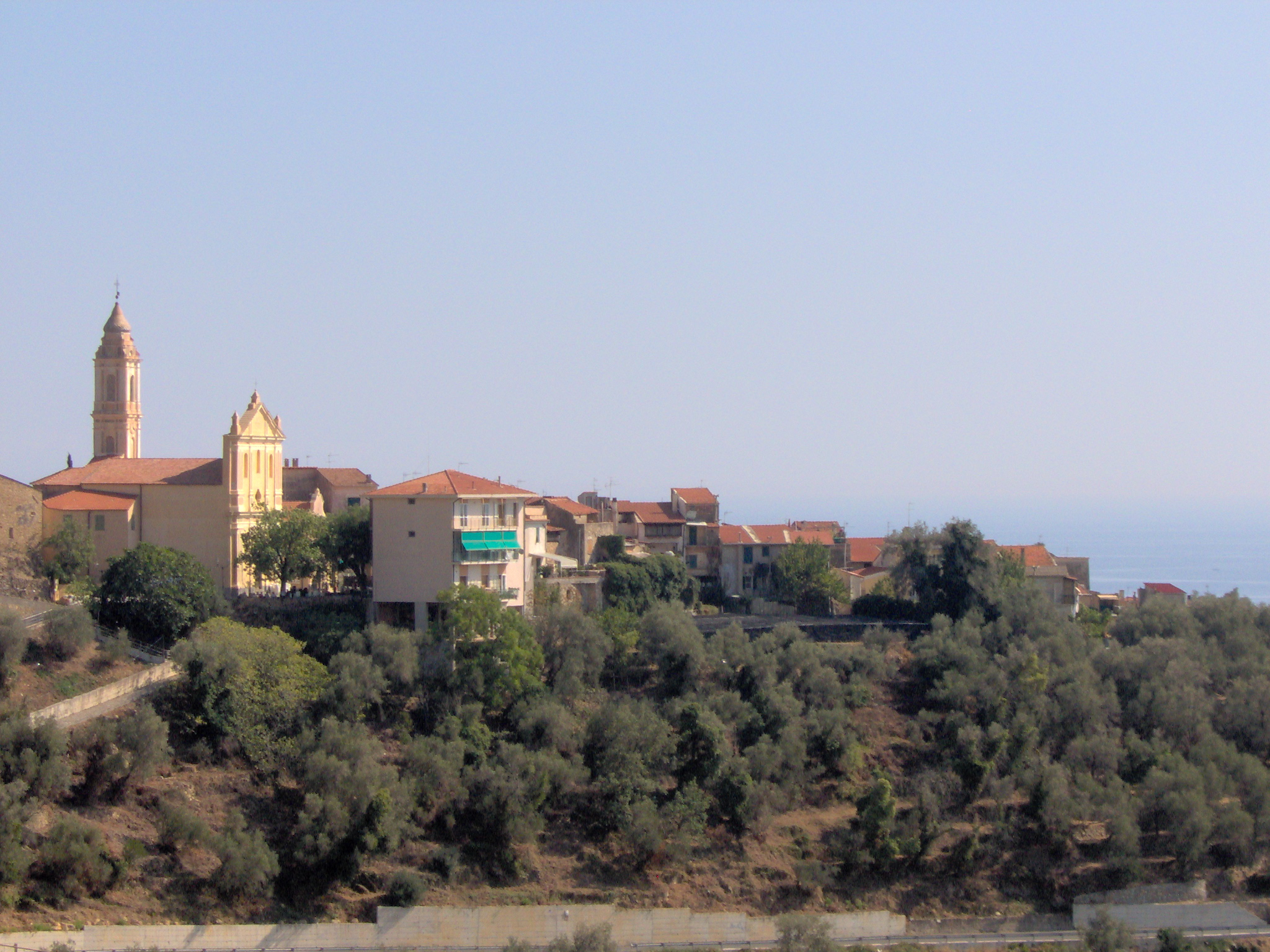

Щорічний фестиваль відбувається 29 серпня. Покровитель — San Giovanni Decollato.

## Демографія
Населення за роками:

Станом на 1 січня 2023 року в муніципалітеті офіційно проживало 10 іноземців з 7 країн, серед них 4 громадяни країн Євросоюзу та 1 громадянин України.

## Сусідні муніципалітети
- Чипресса
- Помпеяна
- Санто-Стефано-аль-Маре